# Moby Dick
Moby Dick — инструментальная мелодия и барабанное соло английской рок-группы Led Zeppelin, размещенные на их альбоме 1969 года Led Zeppelin II. Название навеяно романом Германа Мелвилла — «Моби Дик». Композиция также известна под названиями альтернативных «Pat’s Delight» (версия 1968 —1969 годов с совершенно другим гитарным риффом) и «Over the Top» (с «Out on the Tiles» вначале и оригинальной завершающей репризой). Хотя авторами значатся Бонэм/Пэйдж/Плант, на самом деле гитарный рифф взят из композиции «Watch Your Step» с сингла гитариста Бобби Паркера 1961 года, фанатом которого был Пэйдж, сыгранный в иной тональности.

## Музыканты
- Джон Бонэм — барабаны
- Джимми Пэйдж — гитара
- Джон Пол Джонс — бас-гитара